# Tozluyaka
Tozluyaka è un serial televisivo drammatico turco composto da 26 puntate, trasmesso su Fox dal 27 giugno al 25 dicembre 2022. È diretto da Semih Bağcı, scritto da Yekta Torun, prodotto da NTC Medya ed ha come protagonisti Dolunay Soysert, Emre Kınay, Tayanç Ayaydın, Begüm Birgören e Kaan Mirac Sezen.

## Trama
La serie ruota attorno ai cinque ragazzi del remoto quartiere, Tozluyaka, che sono: Ali, Arap, Zeyno e Vefa. Questi ultimi dopo che hanno ricevuto una borsa di studio nella scuola in cui è caduto un loro amico, né approfittano per indagare sul suo assassino e trovarlo a tutti i costi.

## Episodi
| Stagione       | Episodi | Prima TV Turchia | Prima TV Italia |
| -------------- | ------- | ---------------- | --------------- |
| Prima stagione | 26      | 2022             | inedita         |

### Prima stagione (2022)
| n° | Titolo originale | Prima TV Turchia  |
| -- | ---------------- | ----------------- |
| 1  | 1. Bölüm         | 27 giugno 2022    |
| 2  | 2. Bölüm         | 4 luglio 2022     |
| 3  | 3. Bölüm         | 18 luglio 2022    |
| 4  | 4. Bölüm         | 25 luglio 2022    |
| 5  | 5. Bölüm         | 1º agosto 2022    |
| 6  | 6. Bölüm         | 8 agosto 2022     |
| 7  | 7. Bölüm         | 15 agosto 2022    |
| 8  | 8. Bölüm         | 22 agosto 2022    |
| 9  | 9. Bölüm         | 28 agosto 2022    |
| 10 | 10. Bölüm        | 4 settembre 2022  |
| 11 | 11. Bölüm        | 11 settembre 2022 |
| 12 | 12. Bölüm        | 18 settembre 2022 |
| 13 | 13. Bölüm        | 25 settembre 2022 |
| 14 | 14. Bölüm        | 2 ottobre 2022    |
| 15 | 15. Bölüm        | 9 ottobre 2022    |
| 16 | 16. Bölüm        | 16 ottobre 2022   |
| 17 | 17. Bölüm        | 23 ottobre 2022   |
| 18 | 18. Bölüm        | 30 ottobre 2022   |
| 19 | 19. Bölüm        | 6 novembre 2022   |
| 20 | 20. Bölüm        | 13 novembre 2022  |
| 21 | 21. Bölüm        | 20 novembre 2022  |
| 22 | 22. Bölüm        | 27 novembre 2022  |
| 23 | 23. Bölüm        | 4 dicembre 2022   |
| 24 | 24. Bölüm        | 11 dicembre 2022  |
| 25 | 25. Bölüm        | 18 dicembre 2022  |
| 26 | 26. Bölüm        | 25 dicembre 2022  |

## Personaggi e interpreti

### Personaggi principali
Protagonisti
- Derya Öztürk (episodi 1-26), interpretata da Dolunay Soysert.
- Kenan Yağızoğlu (episodi 1-26), interpretato da Emre Kınay.
- Önder Koçak (episodi 1-26), interpretato da Tayanç Ayaydın.
- Nesrin Koçak (episodi 3-26), interpretata da Begüm Birgören.
- Ali "Yangın Ali" Öztürk (episodi 1-26), interpretato da Kaan Mirac Sezen.

Co-protagonisti
- Berk Yağızoğlu (episodi 1-26), interpretato da Ulvi Kahyaoğlu.
- Zeyno Sarı (episodi 1-26), interpretata da Serra Pirinç.
- Hazal Küçük (episodi 1-26), interpretata da Çağla Şimşek.
- Vefa Akın (episodi 1-13), interpretato da Durukan Çelikkaya.
- Sinan "Arap" Narinses (episodi 1-26), interpretato da Can Bartu Arslan.
- Mavi Güneş (episodi 11-26), interpretata da Sude Zülal Güler.
- Kader Sarı (episodi 1-26), interpretata da Nur Yazar.
- Vedat Narinses (episodi 1-26), interpretato da Nebil Sayın.
- Osman Akın (episodi 1-26), interpretato da Kadim Yaşar.
- Ege Şimşek (episodi 1-26), interpretato da Özgür Foster.
- Çağrı Koçak (episodi 1-26), interpretato da Ahmet Haktan Zavlak.
- Ayla Yılmaz (episodi 1-26), interpretata da Duygu Özşen.
- Bilal Narinses (episodi 1-26), interpretato da Oğulcan Arman Uslu.
- Duru Şen (episodi 1-26), interpretata da Doğa Lara Akkaya.
- Ferdi (episodi 1-26), interpretato da Egemen Almacı.

### Personaggi secondari
- Veli (episodi 1-3), interpretato da Muhammed Ali Akdemir.
- Cemre Yılmaz (episodi 1-17, 19), interpretata da Ecem Çalhan.
- Fırat Sarı (episodio 7), interpretato da Bülent Alkış.
- Sadık (episodi 7-13), interpretato da Doğaç Gözüdeli.
- Musa Yağızoğlu (episodio 12), interpretato da Kurtuluş Şakirağaoğlu.
- Yavuz (episodio 13), interpretato da Berat Özkan.

## Produzione
La serie è diretta da Semih Bağcı, scritta da Yekta Torun e prodotta da NTC Medya.

### Riprese
Le riprese della serie sono state effettuate interamente a Istanbul, in particolare nei distretti di Sancaktepe e nel distretto di Beykoz, mentre il luogo in cui è ambientata la serie è il college privato Yağızoğlu.

## Promozione
L'esordio della serie, previsto per il 27 giugno 2022, è stato annunciato da Fox il 17 giugno tramite il proprio profilo Twitter. I primi promo della serie sono stati rilasciati a inizio giugno 2022.

## Riconoscimenti
Turkey Youth Awards
- 2023: Candidatura come Miglior attrice televisiva non protagonista a Çağla Şimşek